# San Francisco Tlapancingo
San Francisco Tlapancingo är en ort i Mexiko.   Den ligger i kommunen San Francisco Tlapancingo och delstaten Oaxaca, i den sydöstra delen av landet, 230 km söder om huvudstaden Mexico City. San Francisco Tlapancingo ligger 1 389 meter över havet och antalet invånare är 709.
Terrängen runt San Francisco Tlapancingo är huvudsakligen kuperad, men åt sydost är den bergig. San Francisco Tlapancingo ligger nere i en dal. Runt San Francisco Tlapancingo är det glesbefolkat, med 19 invånare per kvadratkilometer. Närmaste större samhälle är Tlahuapa, 14,1 km sydväst om San Francisco Tlapancingo. I omgivningarna runt San Francisco Tlapancingo växer huvudsakligen savannskog.